# Рохолл, Теодор
Теодор Рохолл (нем. Theodor Rocholl; 11 июня 1854, Лихтенфельс, Вальдек — 13 сентября 1933, Дюссельдорф) — немецкий живописец-баталист, иллюстратор, пейзажист. Писатель.

## Биография
Сын лютеранского богослова и философа. С 1867 жил в Геттингене, служил вольноопределяющимся в императорской армии. С 1871 года обучался в Дрезденской академии живописи под руководством Юлиуса Шнорра фон Карольсфельда и Людвига Рихтера, затем в 1872—1877 — в художественной академии Мюнхена у Карла фон Пилоти, позже с 1878 по 1883 г. был учеником Эдуарда фон Гебхардта и Вильгельма Зона — в Дюссельдорфской академии художеств.
В Дюссельдорфе у него проявился интерес к военному искусству, и под влиянием Вильгельма Кампхаузена он увлёкся батальной живописью. Его современниками, творившими в этом жанре, были Карл Рёхлинг и Рихард Кнотель.
С 1883 по 1884 г. жил в Бреслау и Дюссельдорфе, в 1890 — в Санкт-Петербурге.

## Творчество
Представитель Дюссельдорфской художественной школы.
Автор картин и рисунков, воспроизводящих сцены из франко-прусской войны 1870—1871 годов, маневров германской армии в 1883—1888 годов. Одной из самыз знаменитых его картин стало полотно, изображающее императора Германии Вильгельма I и встречающих его солдат после победы в битве при Седане.
В 1890 году посетил Россию, где наблюдал за маневрами немецкого гвардейского корпуса. Позже, он был прикомандирован к турецкой армии и фиксировал военный конфликт между турками и греками в Фессалии в 1897 году, созданные им эскизы сражений Первой греко-турецкой войны были опубликованы в следующем году.
В 1900 году в качестве официального военного художника немецкого экспедиционного отряда изображал батальные сцены во время Восстания боксёров (Ихэтуаньское восстание). В 1910 году он освещал сцены албанского национально-освободительного восстания и боевые действия между Турцией и Албанией.
С 1914 года — официальный военный художник на Западном фронте Первой мировой войны.
Его «Военные письма», в котором он описал страх и разрушения, вызванные войной, были напечатаны в 1916 году. Автобиография художника появилась в 1921 году.
Погиб трагически в трамвайной аварии в Дюссельдорфе.
Среди известных работ Теодора Рохолла огромная фреска, выполненная для Бад-Годесбергского Evangelischen Padagogiums.
Среди его учеников - Хелен фон Бекерат.